# Иканский сельсовет
Иканский сельсовет — административная единица на территории Борисовского района Минской области Белоруссии. Административный центр — деревня Ганцевичи.

## Состав
Иканский сельсовет включает 13 населённых пунктов:
- Берёзовщина[2] — деревня
- Буденичи — деревня
- Буденичская Рудня — деревня
- Вишнёвая — деревня
- Ганцевичи — деревня
- Горелый Луг — деревня
- Завидное — деревня
- Замошье — деревня
- Зарембы — деревня
- Иканы — деревня
- Кайтаново — деревня
- Смоляры — деревня
- Усохи — деревня